# Roberta Rodrigues
Roberta Rodrigues född den 20 oktober 1982 i Rio de Janeiro är en brasiliansk skådespelare.

## Filmografi (i urval)
- 2002 - Guds stad
- 2003 - Garrincha, A Estrela Solitária
- 2003 - Diabo a Quatro
- 2021 – Dois Mais Dois